# Heizer Imre
Heizer-Heves(s)i Imre (Tihany, 1867 – Kolozsvár, 1921) magyar orvos volt Kolozsváron, a Kolozsvári Magyar Királyi Ferenc József Tudományegyetemen tanított.

## Élete
1867-ben született Tihanyban, Veszprémben érettségizett. Az egyetemet Bécsben és Kolozsvárott végezte. Nevét Hevesire változtatta 1892-ben, amikor orvosi diplomát szerzett. 1893-ban került Kolozsvárra gyakornoknak, Brandt József professzor mellé. Pályája gyorsan felfelé ívelt, híres volt kézügyességéről. A kolozsvári egyetemen tanított. Az első világháború alatt a magyar Vöröskeresztben végzett áldozatos munkájáért sokan felnéztek rá.
A háború után mellőzötté vált, ami súlyosan érintette, olyannyira, hogy 1919-ben öngyilkosságot kísérelt meg. 1921-ben a Szegedre települést fontolgatta. Az elcsatolt Erdélyben 1921. március 15-én öngyilkosságot követett el. A temetést Hirschler József apátplébános végezte.